# Anzcyclops euryantennula
Anzcyclops euryantennula is een eenoogkreeftjessoort uit de familie van de Cyclopidae. De wetenschappelijke naam van de soort is voor het eerst geldig gepubliceerd in 2011 door Karanovic, Eberhard & Murdoch.